# Catedral de Odigitrievsky

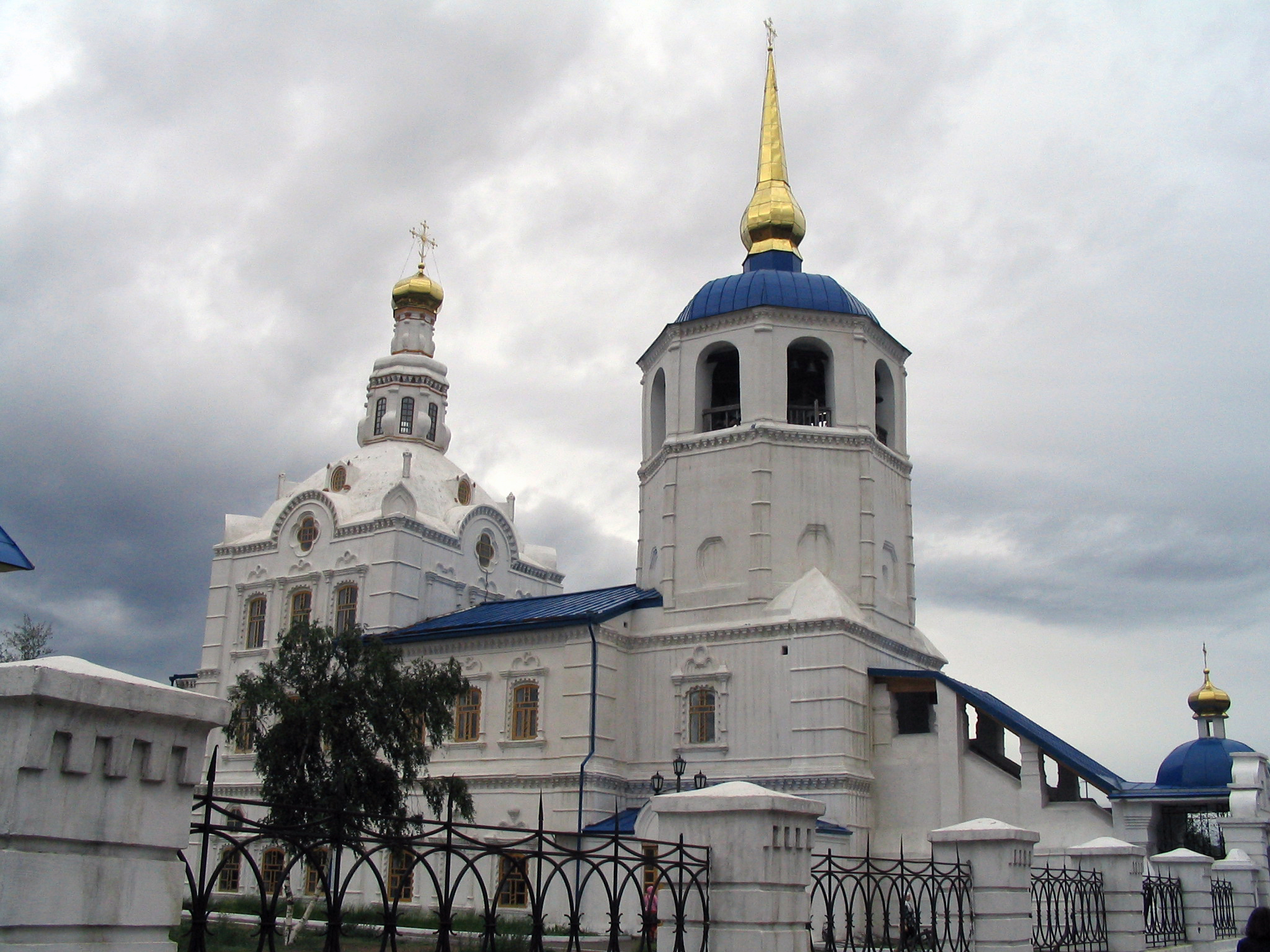
Catedral de Nuestra Señora de Smolensk, en Ulán-Udé.

La Catedral de Nuestra Señora de Smolensk (en ruso, Одигитриевский собор) es una catedral ortodoxa rusa en el casco antiguo de Ulán-Udé, Rusia. Está dedicada al icono de la Odighitria, de origen bizantino. El edificio se construyó entre 1741 y 1785, siendo una significativa muestra del barroco siberiano. Cerrada al culto durante la etapa soviética alojó un museo antirreligioso. Tras el fin del régimen comunista, se realizaron tareas de restauración y rehabilitación del templo.